# Republiek Užice
De Republiek Užice (Servisch: Užička Republika, Ужичка република) was een militaire ministaat die bestond in het tweede deel van het jaar 1941 in het westen van het door de nazi's bezette Servië. De republiek werd uitgeroepen door de partizanen, de Joegoslavische verzetsstrijders. De hoofdstad was de stad Užice.
De republiek omvatte bijna het gehele westen van Servië en had zo'n 300 000 inwoners. In november 1941 werd het land veroverd door de Duitsers. De partizanen vluchtten naar Bosnië, Sandžak en Montenegro.

## Externe links

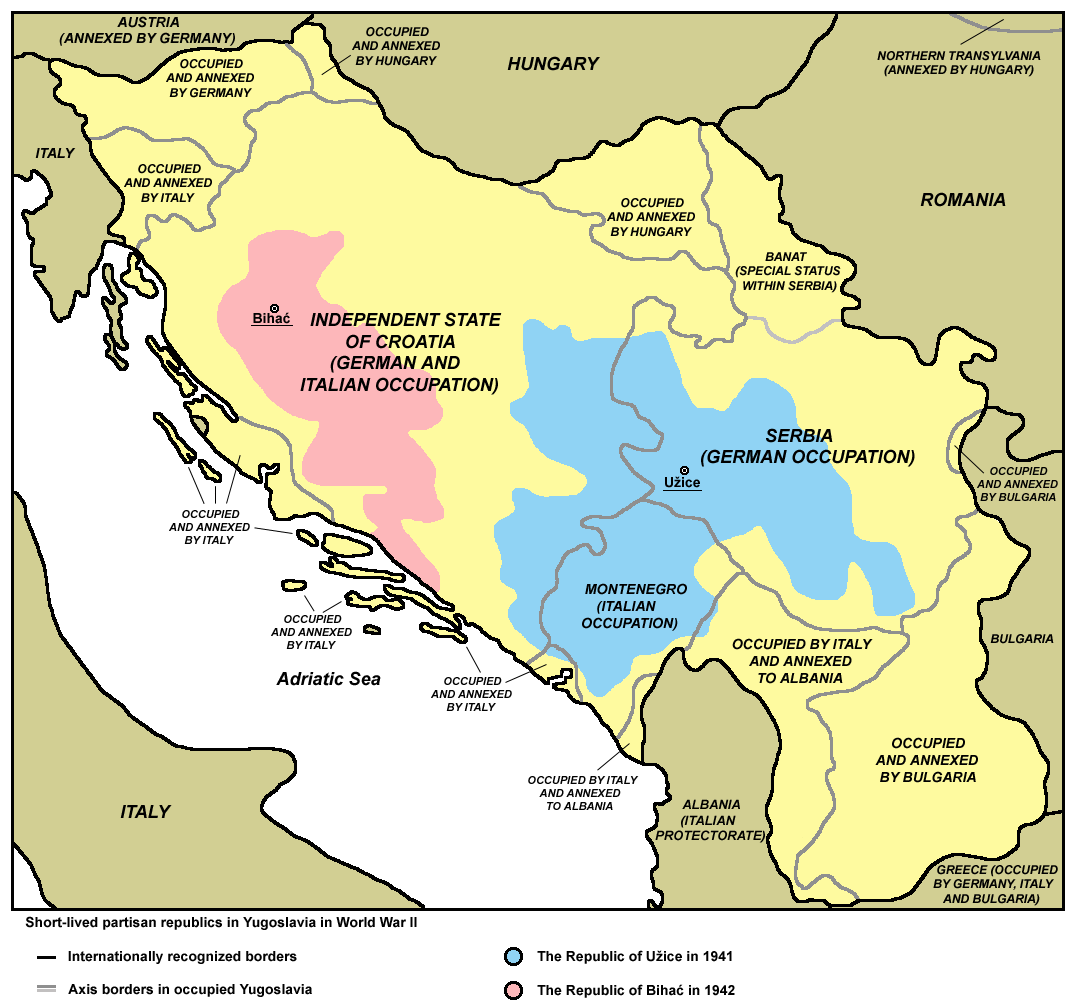
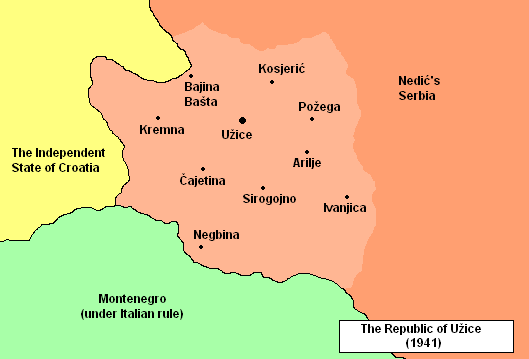